# Reggie Arosemena
Reggie Arosemena nació el 9 de septiembre de 1986 en la Ciudad de Panamá. Es un mediocampista de experiencia y con gran talento.
Formado en las filas del Tauro Fútbol Club, ha militado en diversos clubes de Panamá como el Sporting San Miguelito y actualmente su equipo es el Rio Abajo FC. Este último lo adquirió como refuerzo de cara al torneo LPF Apertura 2012 de la Liga Panameña de Fútbol.

## Selección nacional
Ha jugado con la selección sub-20 de Panamá en el Mundial en Países Bajos, y en 2006 debutó con la selección mayor.
Participó en 2008 con el equipo Preolímpico de Panamá en Tampa.

### Participaciones en selección nacional
| Copa                     | Categoría | Sede           | Resultado      | Partidos | Goles |
| ------------------------ | --------- | -------------- | -------------- | -------- | ----- |
| Campeonato Sub-20 2005   | Sub-20    | Estados Unidos | Subcampeón     | 2        | 0     |
| Copa Mundial Sub-20 2005 | Sub-20    | Países Bajos   | Fase de grupos | 3        | 0     |
| Preolímpico 2008         | Sub-23    | Estados Unidos | Fase de grupos | 3        | 0     |
| Copa Uncaf 2007          | Mayor     | El Salvador    | Subcampeón     | 3        | 0     |

### Goles internacionales
| Núm. | Fecha               | Lugar                                    | Rival     | Gol | Resultado | Competición |
| ---- | ------------------- | ---------------------------------------- | --------- | --- | --------- | ----------- |
| 1    | 13 de enero de 2013 | Estadio Rommel Fernández, Panamá, Panamá | Guatemala | 1-0 | 2-0       | Amistoso    |

## Clubes
| Club           | País   | Año       |
| -------------- | ------ | --------- |
| Tauro FC       | Panamá | 2004-2008 |
| Sporting SM    | Panamá | 2009-2012 |
| Rio Abajo FC   | Panamá | 2012-2014 |
| Chorrillo F.C. | Panamá | 2014      |
| FC Alianza     | Panamá | 2015      |

## Palmarés

### Títulos nacionales
| Título           | Club     | País   | Año    |
| ---------------- | -------- | ------ | ------ |
| Primera División | Tauro FC | Panamá | 2006-C |
| Primera División | Tauro FC | Panamá | 2007-A |

- Datos: Q6103722